# Давньогрузинська мова
Давньогрузинська мова (ႤႬႠჂ ႵႠႰႧႭჃႪႨ, енай картулі) — літературна мова середньовічної Грузії, яка з'явилася в V столітті. Зараз використовується як мова богослужіння Грузинської православної церкви і, в більшій частині, є зрозумілою носіям сучасної грузинської мови. Давньогрузинська мова пізніше розвинулась в середньовічну грузинську мову в XI столітті, яка, своєю чергою, у XVIII столітті розвинулась в сучасну грузинську мову.
Виділяються два періоди: ранній давньогрузинський (V—VIII століття) і класичний давньогрузинський (IX—XI століття). У ранньому давньогрузинському періоді представлені два діалекти: Ханметі (ხანმეტი, V—VII століття) і Хаеметі (ჱაემეტი, VII—VIII століття).
Корпус текстів ранньою давньогрузинською мовою є обмеженим в кількості та складається лише з 12 написів і 8 рукописів з релігійними текстами. Література класичною давньогрузинською містить філософські та історіографічні праці.

## Фонетика

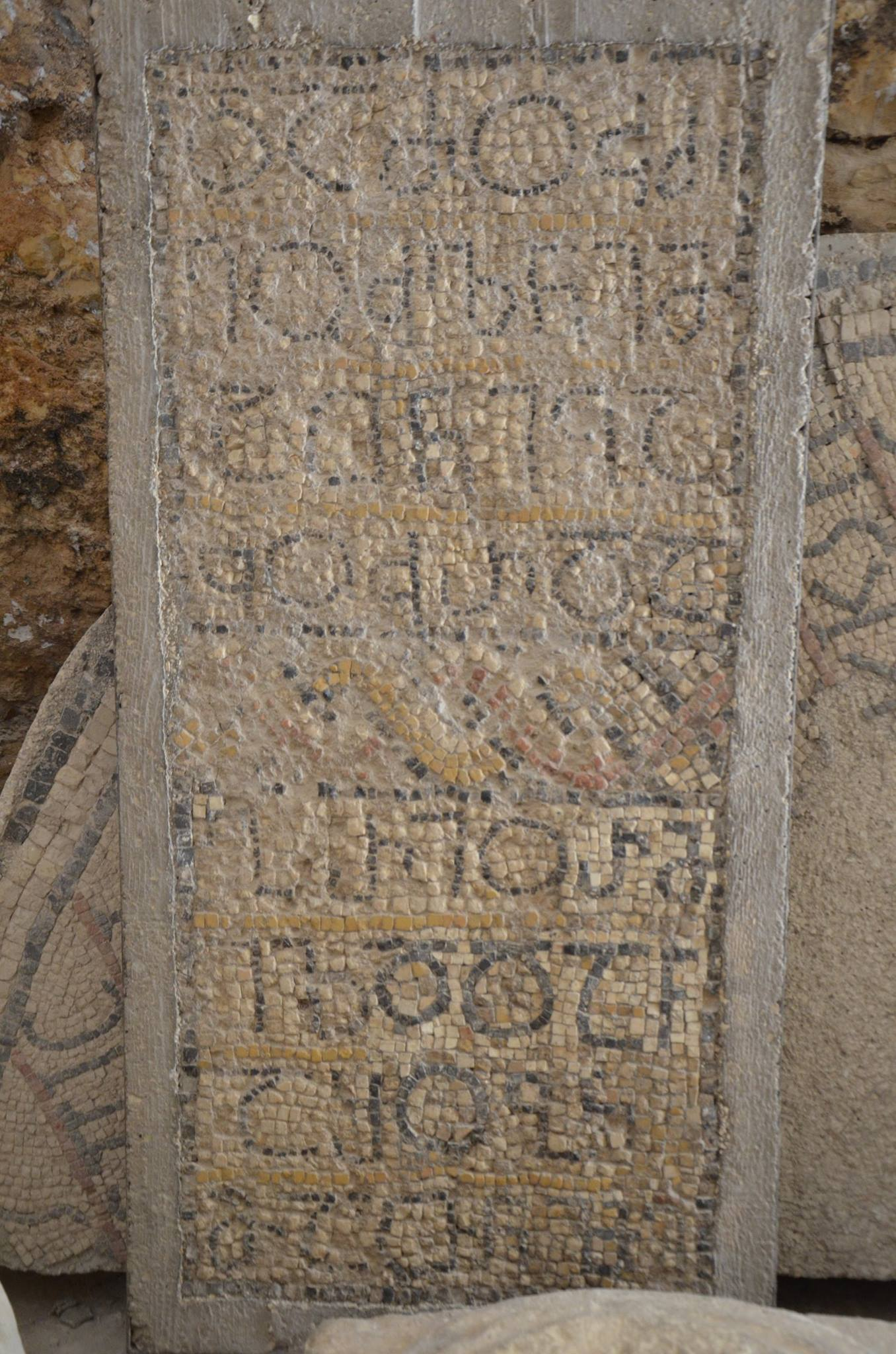
Написи в Бір ель-Куті

В давньогрузинській мові є 29 приголосних і 5 голосних. Також виділяється напівголосна «й» — алофон голосної «і» в поствокальній позиції.
|                                | Губні  | Зубні / Альвеолярні | Альвео-палатальні | Велярні | Язичкові | Глоттальні |
| ------------------------------ | ------ | ------------------- | ----------------- | ------- | -------- | ---------- |
| Глуха придихова зупинка        | p [pʰ] | t [tʰ]              |                   | k [kʰ]  | q [qʰ]   |            |
| Глуха глотталізована зупинка   | ṗ [pˀ] | ṭ [tˀ]              |                   | ḳ [kˀ]  | q̇ [qˀ]   |            |
| Озвучена зупинка               | b      | d                   |                   | g       |          |            |
| Глухий придиховий африкат      |        | с [tsʰ]             | č [tʃʰ]           |         |          |            |
| Глухий глотталізований африкат |        | c̣ [tsˀ]             | č̣ [tʃˀ]           |         |          |            |
| Дзвінкий африкат               |        | ʒ                   | ǯ [dʒ]            |         |          |            |
| Глухий фрікатив                |        | s                   | š [ʃ]             |         | x [χ]    | h          |
| Дзвінкий фрікатив              |        | z                   | ž [ʒ]             |         | ɣ [ʁ]    |            |
| Носова                         | m      | n                   |                   |         |          |            |
| Тремтяча                       |        | r                   |                   |         |          |            |
| Латеральна                     |        | l                   |                   |         |          |            |
| Напівголосна                   | ṷ      |                     | j [j]             |         |          |            |

|         | Передні | Середні | Задні |
| ------- | ------- | ------- | ----- |
| Високі  | i       |         | u     |
| Середні | e       |         | o     |
| Низькі  |         | a       |       |

Грузинськими абетками, які використовувались в давньогрузинській мові, є «асомтаврулі» (великі літери) або «мргловані» (округлений). Абетка є майже ідеальною фонематичною, яка показує майже завжди однозначну відповідність між фонемами та графемами. Абетку створено на основі грецької абетки, з тим же абетковим порядком літер. Літери, що представляють фонеми негрецького походження, знаходяться в самому кінці. Також у складі абетки є три букви, яким відповідають три грецькі фонеми, не представлені в грузинській мові (ē, ü і ō). Зображення літер у більшості випадків значно відрізняються від грецької мови (наприклад грецьким Φ Θ Χ [pʰ tʰ kʰ] в асомтаврулі відповідають Ⴔ Ⴇ Ⴕ).
| Грецька        | Α | Β | Γ | Δ | Ε | Ϝ | Ζ | Η | Θ | Ι | Κ  | Λ | Μ | Ν | (Ξ) | Ο | Π | (Ϙ) | Ρ |
| Асомтаврулі    | Ⴀ | Ⴁ | Ⴂ | Ⴃ | Ⴄ | Ⴅ | Ⴆ | Ⴡ | Ⴇ | Ⴈ | Ⴉ  | Ⴊ | Ⴋ | Ⴌ | Ⴢ   | Ⴍ | Ⴎ | Ⴏ   | Ⴐ |
| Транслітерація | а | б | г | д | е | в | з | ē | т | і | к’ | л | м | н | й   | о | п | ж   | р |

| Грецька        | Σ | Τ  | Υ | Φ | Χ | (Ψ) | –  | – | – | – | –  | –  | –  | – | –  | – | – | Ω |
| Асомтаврулі    | Ⴑ | Ⴒ  | Ⴣ | Ⴔ | Ⴕ | Ⴖ   | Ⴗ  | Ⴘ | Ⴙ | Ⴚ | Ⴛ  | Ⴜ  | Ⴝ  | Ⴞ | Ⴤ  | Ⴟ | Ⴠ | Ⴥ |
| Транслітерація | с | т’ | ю | п | к | г   | к’ | ш | ч | ц | дз | ц’ | ч’ | х | кв | ж | х | ō |

## Орфографія
Орфографія доволі послідовна, що значить що одне і те ж слово однаково пишеться в усіх випадках. Застосовується принцип «як чується, так і пишеться» завдяки тому, що в більшості випадків одній фонемі відповідає одна літера. Деякі винятки представлені нижче.
Голосна u (у)
Головний виняток з правила «як чується, так і пишеться» це фонема «u», якій відповідає диграф ႭჃ 〈oü〉. Наприклад, ႮႭჃႰႨ 〈p'oüri〉 (п'урі — «хліб»). Запозичено з грецької мови, де u передається послідовністю літер ου. У писемності «нусхурі» диграф ⴍⴣ 〈oü〉 перетворився на одну літеру ⴓ 〈u〉 (в сучасній грузинській — უ). Пізніше ввели схожу літеру Ⴓ, якої в ранній давньогрузинській абетці не було.
Напівголосна w (у / в)
Пишеться двома способами залежно від позиції в слові. Після приголосної — диграф ႭჃ 〈oü〉, наприклад: ႹႭჃႤႬ 〈choüen〉 (чуен — «ми»), ႢႭჃႰႨႲႨ 〈goürit'i〉 (гуріт'і — «горлиця»). Диграф ႭჃ 〈oü〉 представляє звуки w і u без відмінностей в написанні. Наприклад: ႵႭჃႧႨ 〈khoüti〉 (хуті — «п'ять») і ႤႵႭჃႱႨ 〈ekoüsi〉 (екусі — «шість»). В інших позиціях позначається літерою Ⴅ 〈v〉, наприклад: ႧႭႥႪႨ 〈tovli〉 (тоулі — «сніг»), ႥႤႪႨ 〈veli〉 (уелі — «поле»), ႩႠႰႠႥႨ 〈k'aravi〉 (к'араві — «намет»).
Два написання є алофонічною варіацією, як в сучасній грузинській, між [w] в постконсонантній позиції і [ʋ] або [β] в інших позиціях. У сучасній грузинській мові (з 1879 року) звуки [w] і [ʋ / β] відповідають букві ვ 〈v〉. Написання з Ⴅ 〈v〉 замість ჃႭ 〈oü〉 також зустрічається в давньогрузинській — ႠႣႥႨႪႨ 〈advili〉 (адвілі — «легко»), ႷႥႤႪႨ 〈q'veli〉 (куелі — «сир»). Виняток — ႰႥႠ 〈rva〉 (руа — «вісім»).